# 淺黑石斑魚
浅黑石斑鱼(Epinephelus nigritus)，為輻鰭魚綱鱸形目鱸亞目鮨科的其中一種，棲息深度可達30公尺，體長可達49公分，一般棲息於淤塞礁區淺水域，有時亦發現於河口區。為底棲性魚類，屬肉食性，主要以魚類及甲殼類等為食。可做為食用魚。分布於西大西洋：美国马萨诸塞州的墨西哥湾，古巴，特立尼达和多巴哥，里约热内卢。

現被IUCN評為「近危」。